# KEIJI
KEIJI（1980年1月21日—）是日本的舞者、演員。EXILE及EXILE THE SECOND的表演者。原J Soul Brothers。
宮崎縣宮崎郡清武町（今宮崎市）出身。LDH所屬。
2014年7月，藝名從KEIJI改為本名的黑木啓司。

## 來歷
19歲開始學舞到23歲左右到東京。此後在他上舞蹈學校、在街上也是連日至早上致力於舞蹈課。在那時候與來自宮崎的朋友2人結成舞蹈團隊「SOUL DEMENTION」。
2004年7月被選為2004年9月上演的放浪兄弟主演的舞台劇｢HEART OF GOLD～STREET FUTURE OPERA BEAT POPS～｣的舞蹈成員之後參與該舞台劇之演出。2005年1月，因演出舞台劇的契機與KENCHI、TETSUYA、SORI-KEN組成舞蹈團體｢FULCRUM｣。
2006年5月至7月參加武者修行巡迴演出。同年參加了電影「BACK DANCERS勁舞女孩」演出。當時他也在舞蹈學校｢EXPG｣中擔任舞蹈講師，並且組成了舞蹈團體｢BIG DOGGS｣。
2007年1月25日，成為新生(二代目)「J Soul Brothers」的成員並開始活動。
2009年3月1日加入放浪兄弟。5月24日，在巡迴演唱會「EXILE LIVE TOUR 2009〜THE MONSTER〜」廣島場，在表演中左腳阿基里斯腱決斷裂。診斷痊癒期需要6個月而要在公演途中退演。最後經過專心治療和訓練，用了4個月就復歸了。
2012年7月1日開始成為「THE SECOND from EXILE」的成員並與EXILE成員身份並行活動。11月12日、就任｢みやざき大使｣。
2011年4月，以富士電視台系列『失去名字的女神』作電視劇集出道作。
持有烹調師執照，於2012年11月19日、與廚師川越達也合作推出商品「男が絶対よろこぶ 男(DAN)シチュー」及「君と食べたい 女(JO)シチュー」を発売。
2014年7月22日、藝名改為使用本名的黒木 啓司
2021年12月14日宣布與企業家兼模特兒部宮崎麗果結婚。
2022年6月10日宣布將於2022年10月底退出EXILE 、所屬經紀公司LDH，以及退出演藝圈。

## 人物
- FULCRUM時代用「KJ」的名字活動。
- 持有烹調師執照[5][6]。從小的時候開始做飯菜著，過去於蕎麥屋，居酒屋，咖啡店等打工[7]。
- 喜歡B'z想進入愛好者俱樂部,不過據說不明白入會方法[8]。
- 阪神虎的榎田大樹是高中硬式棒球部的晚輩。

## 参加團體
- SOUL DEMENTION（2003年 - 不明）
- FULCRUM（2005年 - 2006年）
- BIG DOGGS（2006年 - 不明）
- J Soul Brothers（2007年1月 - 2009年3月1日）
- EXILE（2009年3月1日 - 2022年10月31日）
- EXILE THE SECOND（2012年7月1日 - 2022年10月31日）

## 演出
與EXILE相關的演出請參考EXILE#演出
※角色名字顯示為 粗字體即表示為主角 

### 電視劇
- 失去名字的女神（富士電視台、2011年4月 - 6月）飾演 沢田圭
- 我無法戀愛的理由（富士電視台、2011年10月 - 12月） 飾演 川端亮一
- 金曜プレステージ特別企画・悪女たちのメス（富士電視台、2011年12月9日）飾演 中村真彦
- 最棒的離婚 第3話（富士電視台、2013年1月24日）飾演 大村圭輔
- 紳士大主廚（CBC、2013年4月 - ）飾演 伊達英雄
- 最後的灰姑娘 第10 - 11話（富士電視台、2013年6月） 飾演 近藤卓
- 幸せになる3つの買い物「ウェディングドレスを買った女」（關西電視台、2013年6月25日） 飾演 増田真澄
- 金曜プレステージ 壮絶! 女のミステリー第3弾『強行犯係・魚住久江〜ドルチェ2』（富士電視台、2013年11月15日）飾演 井上高志
- Bitter Blood（富士電視台、2014年4月 - 6月）飾演 鷹野浩次
- 殘念丈夫（富士電視台，2015年1月 - 3月）飾演 須藤俊也
- 戰力外搜查官2時間SP（2015年3月21日、日本電視台）
- WILD HEROES（2015年4月 -、日本電視台） 飾演 林田典明(テンテン)
- HiGH＆LOW-THE STORY OF S.W.O.R.D.-（2015年10月 -  12月、日本電視台）飾演 ロッキー
  - HiGH&LOW Season2（2016年4月 - 6月）
- 暗夜英雄Naoto 第1集（2016年4月、東京電視台）- 片尾舞蹈表演[9]
- 警察X戰士愛心巡護 飾演 愛吉長官

### 網络劇
- 君と僕との約束（BeeTV、2012年4月 - 5月） 飾演 渋井修司

### 舞台
- HEART of GOLD 〜STREET FUTURE OPERA BEAT POPS〜（2004年9月）
- 劇團EXILE 第二回公演「CROWN 眠らない夜の果てに…」（2008年5月）
- 劇團方南ぐみ 企画公演「あたっくNo.1」（2009年1月） 飾演 大滝鉄男少尉
- 劇團EXILE 第三回公演「Words〜約束/裏切り〜すべて、失われしもののため…」（2009年10月 - 11月） - ケント 役
- 朗讀劇「もしもキミが。」（2010年2月・2011年4月） 飾演 優基
- 劇團EXILE JUNCTION＃1「Night Ballet」（2010年3月） 飾演 東
- 嫌われ松子の一生（2010年4月） 飾演 八女川徹也 役
- 劇團方南ぐみ 企画公演「THE 面接」（2010年11月）飾演 渋谷太郎
- 劇團EXILE「影武者独眼竜」（2012年10月） 飾演  トウキチロー、豊臣秀吉
- ムッシュ!（2013年10月 - 11月）飾演 伊達英雄

### 電影
- バックダンサーズ!（2006年）
- クロスロード（2015年11月） 飾演沢田樹[10]
- ROAD TO HiGH&LOW（2016年） - ロッキー 役
  - HiGH&LOW THE MOVIE（2016年）

### 電視節目
- 週刊EXILE（TBS電視、2011年）報導員

### 配信節目
- BPM〜BEST PEOPLE's MUSIC〜（2016年9月 - 、AbemaTV） - MC [11]

### 廣告
- recruit「HOTPEPPER美食」（2011年11月-）（2011年11月 - ）
- 富士通「ARROWS」（2012年7月 - ）
- ANGFA「SCALP-D」（2012年）
- 久光製藥「AIR SALONPAS」（2013年）
- 日本可口可樂 「零系可口可樂」（2013年）
- 第一興商「SmartDAM」（2013年）
- 洋服の青山（2015）

### 電郵雜誌
- Magalry（マガリー）「『ムッシュ！』通信～KEIJI編集長の裏レシピ～」

### 連載雜誌
福岡Walker（2014年1月号 - 12月・2015年1月合併號、角川雜誌）
SENSE（2014年2月號  - 2017年1月号、株式会社センス）

## 作品

### 書籍
- EXILE KEIJI『ムッシュ!』レシピ50 （2013年5月7日、主婦と生活社）ISBN 978-4391143690

### 蒸煮袋食品
- 男が絶対よろこぶ 男(DAN)シチュー / 君と食べたい 女(JO)シチュー（2012年） - 川越達也と共同開発[2]

## 相關項目
- J Soul Brothers
- EXILE
- EXILES

## 外部連結
- 黒木啓司｜PROFILE｜EXILE Official Website （页面存档备份，存于）
- 黒木 啓司的X（前Twitter）
- 黒木 啓司的Instagram帳戶
- KEIJI的新浪微博

THE NINE WORLDS
- THE NINE WORLDS 公式的X（前Twitter）
- THE NINE WORLDS的Instagram帳戶
- Kumao-THE9WORLDS-的新浪微博